# Деловање конопље
Психоактивни састојак конопље је ТХЦ (тетрахидроканабиол - енг. THC). ТХЦ спада у групу природних канабиноида који су аналогни канабиноидима који се налазе нормално у организму, а чија физиолошка улога још није дефинитивно позната. Уласком у организам ТХЦ се везује за одговарајуће рецепторе на ћелијама - ЦБ1 и ЦБ2 (енг. CB1,CB2). ЦБ1 рецептори се примарно налазе у централном нервном систему (ЦНС), а ЦБ2 у ћелијама имунског система.
Ефекти конопље наступају након неколико минута, а трају у зависности од квалитета, неколико сати. Ефекти подразумевају осећај доброг расположења, смирености, појачане осетљивости на различите надражаје, итд. Конопља се примењује и у терапији многих болести.